# Clamorosaurus
Clamorosaurus — викопний рід темноспондилів родини Eryopidae, що існував території Росії наприкінці раннього пермського періоду (273–274 млн років тому).

## Опис
Кламорозавр мав довжину черепа 20-23 см і загальну довжину тіла близько 80 см.